# أوليفر لافيغيلانتي
أوليفر لافيغيلانتي (بالإنجليزية: Oliver Lavigilante)‏ (مواليد 12 أغسطس 1991) هو ملاكم موريشيوسي، مثّل بلاده في الألعاب الأولمبية الصيفية 2012.

## روابط خارجية
أوليفر لافيغيلانتي على موقع أوليمبيديا (الإنجليزية)